# Naša dežela
NAŠA DEŽELA stranka dr. ALEKSANDRE PIVEC je slovenska politična stranka, ki jo je ustanovila slovenska političarka Aleksandra Pivec. Ustanovni kongres stranke je potekal 20. marca 2021 v Mariboru. Zaradi epidemioloških razmer je program potekal po videokonferenci, prisotnih pa je bilo 173 od 210 povabljenih delegatov stranke. Pivčeva je bila izvoljena za prvo predsednico stranke.
Pivčeva je stranko ustanovila po sporu v Demokratični stranki upokojencev Slovenije, ki ji je dobrega pol leta predsedovala. Ustanovnega kongresa so se med drugim udeležili Anita Manfreda, Janez Ujčič, Danilo Burnač, Tina Novak Samec in Miha Recek.

## Zgodovina
Ustanovni kongres stranke je potekal hibridno - v živo in preko spleta. Iz studia se je javljala delovna komisija in kandidati za organe društva, preko videozveze pa so se iz različnih dvoran po Sloveniji javljali delegati. Pivčeva je bila izvoljena za predsednico stranke. 15. novembra 2021 je Aleksandra Pivec na novinarski dejala, da ima stranka preko 2000 članov in okoli osemdeset odborov.
Po javnomnenjski raziskavi Parsifala, izvedene dober mesec po ustanovitvi, bi se stranka uvrstila v DZ z 4,1 % glasov.
14. decembra 2021 je poslanka Stranke modernega centra Mateja Udovč naznanila, da prestopa v stranko Naša dežela, prav tako je izstopila iz poslanske skupine SMC in postala nepovezana poslanka. 14. januarja 2022 je stranka svoj sedež prestavila v Maribor.

## Državnozborske volitve

### Volitve v državni zbor 2022
Stranka se na svojih prvih volitvah ni uvrstila v parlament. Svoj glas ji je zaupalo 17.846 volivcev oz. 1,50 % volilnih upravičencev.

## Organi stranke
- Predsednica: Aleksandra Pivec
- Podpredsednica: Anita Manfreda
- Predsednik sveta stranke: Danilo Burnač
- Predsednica nadzornega odbora: Lilijana Reljić
- Generalni sekretar: ni imenovan

## Predsedniki
- Aleksandra Pivec (20. marec 2021-danes)

### Podpredsedniki
- Anita Manfreda (8. maj 2021-danes)